# うちのウッチョパス
『うちのウッチョパス』は、のぶみによる日本の絵本作品である。

## 絵本
KADOKAWAから発行されている。
- うちのウッチョパス（2018年1月6日、ISBN 9784041063828）
- うちのウッチョパス アニメだいずかん（2018年1月31日、ISBN 9784041065792）
- ウッチョパスのカレーライス（2018年8月9日、ISBN 9784041070970）

## あらすじ
ニュースで誰も見たことがない「世界一珍しい超謎の生き物」・ウッチョパスのことを知ったかんたろうとアンちゃん。しかし、そのウッチョパスが2人の家の玄関の前に段ボールに捨てられていたのだ。そして、かんたろうはウッチョパスにから揚げをうっかり食べさせて「からあげっちょパス」へと変身させてしまった。だが、その後からあげっちょパスがトイレにいってウッチョパスへと戻った。こうして、ウッチョパスはかんたろうとアンちゃんの家で暮らすことになった。そして、2人と1匹のドタバタな日常が始まる。

## 登場人物

### 主人公
ウッチョパス
性別 - 男
声 - 優希知冴
本作の主人公でUMA（未確認生物）側の主人公。食事をするとモンスターに変身するUMA（未確認生物）。「世界一珍しい超謎の生き物」。
トイレに行くと元に戻る（かんたろう曰く「ウッチョパスは何かを食べると、モンスターに変身して、うんちすると元に戻るってこと」）。
一人称は「ウッチョパス」で、語尾に「○○っちょパス」とつけて喋る。外見ははきのこのような赤色のとんがり帽子をかぶり、長靴を履いており、裸に見える黄色い部分は実はTシャツである（どうやって着たかは不明）。
性格はいい加減でテキトーな食いしん坊だが、好き嫌いが非常に激しく、焼肉とお寿司（ただし、お寿司は食べると地球を滅亡させると言われているものの、わさび抜きでは滅亡しないらしい）が大好物で、アンちゃんと同様にナスが嫌いでマーボーナスっちょパスに似せたマーボーっちょパスに変身したほどである。

### 主要人物
かんたろう
性別 - 男
声 - 山本和臣
人間側の主人公。5歳。面倒くさがりであきっぽいが、好奇心旺盛で妹思いの兄。ウッチョパスが大好き。一人称は「ぼく」。
『しんかんくん』や『ぼく、仮面ライダーになる!』など、他ののぶみ作品にも登場するキャラクターであり、のぶみの息子がモデル。
アンちゃん
性別 - 女
声 - 阿澄佳奈
本作のヒロイン。かんたろうの妹。3歳。怒ると怖い。ウッチョパスが大好き。一人称は「アンたん」で、「です・ます」を赤ん坊風（でちゅ・まちゅ）で喋る。
嫌いな食べ物はナスだったが、マーボーナスっちょパス（ただし、その正体は前述通りからマーボーナスのマーボーだけを食べたマーボーっちょパスであった）によって克服した。
ママ
性別 - 女
声 - 福井裕佳梨
かんたろうとアンちゃんの母親。おおらかな性格でパパのことが大好き。一人称は基本的に「あたし」だが、かんたろうとアンちゃんの前では「ママ」になる。
パパ
性別 - 男
声 - 高木渉
かんたろうとアンちゃんの父親。UMA（未確認生物）研究家。一人称はかんたろうとアンちゃんの前では「パパ」になる。
世界中の未確認生物を探している為に家にはほとんど帰らないが、ウッチョパスの会いたさに突然帰宅する事もあるが、非常に鈍感で本物のウッチョパスと出会ってもぜんぜんウッチョパスだと気づけないし、ある物をUMA（未確認生物）だとと思い込んでしまうほど。
となりんちのおじちゃん
性別 - 男
声 - 越後屋コースケ
かんたろうとアンちゃんの家の近所に住んでいるおじいさん。一人称は「わし」。
おばちゃんの作るギョーザが大好きで、ウッチョパスを見てもギョーザだと思っている。
となりんちのおばちゃん
性別 - 女
声 - 槇原千夏
となりんちのおじちゃんの奥さん。一人称はかんたろうとアンちゃんの前では「おばちゃん」になる。
ウッチョパスの正体をつきとめようとしているが、ウッチョパスに別の物だと騙されたり、おじちゃんに邪魔されたりと毎回失敗している。
アニキ
性別 - 男
声 - 志村知幸
本作の悪役の一人。
ドロボウ学を極めた真面目(？)なドロボウ。一人称は基本的に「オレ様」で稀に「オレ」。
ヤンス
性別 - 男
声 - 山口キヨヒロ
本作の悪役の一人。
アニキの相棒。一人称は「あたち」で、語尾に「○○でヤンス」とつけて喋る。

### その他のUMAとその関係者
オッペケペー
性別 - 不明
声 - 藤井美波
ウッチョパスの帽子の中にいるヘンテコな生き物。変身ができる。
ゆきおとこ
性別 - 男
声 - 山本兼平
UMA界のスターをめざしているUMA（未確認生物）。だがいつも失敗ばかりである。一人称は「オイラ」で、語尾に「○○でゴンス」とつけて喋る。

## テレビアニメ
2018年1月9日より、NHKEテレ『ミニアニメ』枠で毎週火曜日17時20分から17時25分までの短編アニメとして、テレビアニメ化された。2018年1月1日7時45分〜8時に特別番組『はじまるよ！アニメ「うちのウッチョパス」SP』で第1、2話の見所が先行放送された。

### スタッフ
- 原作 - のぶみ
- 監督・演出 - ヲノワタル、沼口雅徳
- シリーズ構成 - 福田裕子
- 脚本 - 笹川勇、竹内利光、福田裕子
- アニメーションプロデューサー - 小川洋一、白井謙吾
- 音響監督 - 清水勝則
- 音楽 - 平沢敦士
- CGディレクター - 小野航
- オープニング・アニメーション - ごとうまきこ、吉村亮
- エンディング・アニメーション - ヲノワタル　荻野佑一朗
- アニメーション制作 - 白組
- 制作・著作 - Oochopus FP
- 製作委員会 - ギャガ、NHKエンタープライズ、白組、KADOKAWA

### 放送日程
| 話数    | サブタイトル                       | 放送日   |
| ------- | ---------------------------------- | -------- |
| 第1話   | うちにウッチョパス！？             | 2018/1/9 |
| 第2話   | ママとウッチョパス                 | 1/16     |
| 第3話   | かんたろうとアンちゃん大げんか     | 1/23     |
| 第4話   | パパとウッチョパス                 | 1/30     |
| 第5話   | ウッ！ マーボ！                    | 2/6      |
| 第6話   | となりんちとウッチョパス           | 2/13     |
| 第7話   | おおどろぼうがやってきた           | 2/20     |
| 第8話   | 夜のトイレがこわい                 | 2/27     |
| 第9話   | ママどうしたの                     | 3/6      |
| 第10話  | さらばアンパン＆牛乳っちょパス刑事 | 3/13     |
| 第11話  | 空をとびたい                       | 3/20     |
| 第12話  | いもうとがほしいでちゅ             | 3/27     |
| 第13話  | うちのオッペケペー                 | 4/3      |
| 第14話  | ホームランを打ちたい               | 4/10     |
| 第15話  | 大ピンチだっちょパス！             | 4/17     |
| 第16話  | きえたおじちゃん                   | 4/24     |
| 第17話  | ゆきおとこ あらわる                | 5/1      |
| 第18話  | 大バトル！ スーパー三兄弟          | 5/8      |
| 第19話  | アニキのバースデー                 | 5/15     |
| 第20話  | すごいぞオッペケペー               | 5/22     |
| 第21話  | パパのわすれもの                   | 5/29     |
| 第22話  | 自分のことは自分で                 | 6/5      |
| 第23話  | 宝さがしだっちょパス！             | 6/12     |
| 第24話  | ゆきおとこ カゼをひく              | 6/19     |
| 第25話  | ウッチョパスなんて大キライ！       | 6/26     |
| 第26話  | なきむしおーちゃん                 | 7/3      |
| 第27話  | クイズ王になるでゴンス             | 7/10     |
| 第28話  | ロックでバリバリだっちょパス       | 7/17     |
| 第29話  | ママはダンスの天才！？             | 7/24     |
| 第30話  | 友だちのオモチャこわしちゃった！   | 7/31     |
| 第31話  | 大きくなったら                     | 8/7      |
| 第32話  | パパとピクニック                   | 8/14     |
| 第33話  | アンちゃんが家を出る！？           | 8/21     |
| 第34話  | ウッチョパス調査隊！               | 8/28     |
| 第35話  | みんなでおひるね                   | 9/4      |
| 第36話  | おすしで地球滅亡…！？              | 9/11     |
| 第37話  | ごちそう作るっちょパス！           | 9/18     |
| 第38話  | ＵＭＡとＵＦＯ                     | 9/25     |
| 第39話  | うちにウッチョパス！？             | 10/2     |
| 第40話  | ママとウッチョパス                 | 10/9     |
| 第41話  | かんたろうとアンちゃん大げんか     | 10/16    |
| 第42話  | パパとウッチョパス                 | 10/23    |
| 第43話  | ウッ！ マーボ！                    | 10/30    |
| 第44話  | となりんちとウッチョパス           | 11/6     |
| 第45話  | おおどろぼうがやってきた           | 11/13    |
| 第46話  | 夜のトイレがこわい                 | 11/20    |
| 第47話  | ママどうしたの                     | 11/27    |
| 第48話  | さらばアンパン＆牛乳っちょパス刑事 | 12/4     |
| 第49話  | 空をとびたい                       | 12/11    |
| 第50話  | いもうとがほしいでちゅ             | 12/18    |
| 第51話  | うちのオッペケぺー                 | 12/25    |
| 第52話  | ホームランを打ちたい               | 2019/1/8 |
| 第53話  | 大ピンチだっちょパス！             | 1/15     |
| 第54話  | きえたおじちゃん                   | 1/22     |
| 第55話  | ゆきおとこ あらわる                | 1/29     |
| 第56話  | 大バトル！ スーパー三兄弟          | 2/5      |
| 第57話  | アニキのバースデー                 | 2/12     |
| 第58話  | すごいぞオッペケぺー               | 2/19     |
| 第59話  | パパのわすれもの                   | 2/26     |
| 第60話  | 自分のことは自分で                 | 3/5      |
| 第61話  | 宝さがしだっちょパス！             | 3/12     |
| 第62話  | ゆきおとこ カゼをひく              | 3/19     |
| 第63話  | ウッチョパスなんて大キライ！       | 3/26     |
| 第64話  | なきむしおーちゃん                 | 4/2      |
| 第65話  | クイズ王になるでゴンス             | 4/9      |
| 第66話  | ロックでバリバリだっちょパス       | 4/16     |
| 第67話  | ママはダンスの天才！？             | 4/23     |
| 第68話  | 友だちのオモチャこわしちゃった！   | 4/30     |
| 第69話  | 大きくなったら                     | 5/7      |
| 第70話  | パパとピクニック                   | 5/14     |
| 第71話  | アンちゃんが家を出る！？           | 5/21     |
| 第72話  | ウッチョパス調査隊！               | 5/28     |
| 第73話  | みんなでおひるね                   | 6/4      |
| 第74話  | おすしで地球滅亡…！？              | 6/11     |
| 第75話  | ごちそう作るっちょパス！           | 6/18     |
| 第76話  | ＵＭＡとＵＦＯ                     | 6/25     |
| 第77話  | うちにウッチョパス！？             | 7/2      |
| 第78話  | ママとウッチョパス                 | 7/9      |
| 第79話  | かんたろうとアンちゃん大げんか     | 7/16     |
| 第80話  | パパとウッチョパス                 | 7/23     |
| 第81話  | ウッ！ マーボ！                    | 7/30     |
| 第82話  | となりんちとウッチョパス           | 8/6      |
| 第83話  | おおどろぼうがやってきた           | 8/13     |
| 第84話  | 夜のトイレがこわい                 | 8/20     |
| 第85話  | ママどうしたの                     | 8/27     |
| 第86話  | さらばアンパン＆牛乳っちょパス刑事 | 9/3      |
| 第87話  | 空をとびたい                       | 9/10     |
| 第88話  | いもうとがほしいでちゅ             | 9/17     |
| 第89話  | うちのオッペケぺー                 | 9/24     |
| 第90話  | ホームランを打ちたい               | 10/1     |
| 第91話  | 大ピンチだっちょパス！             | 10/8     |
| 第92話  | きえたおじちゃん                   | 10/15    |
| 第93話  | ゆきおとこ あらわる                | 10/22    |
| 第94話  | 大バトル！ スーパー三兄弟          | 10/29    |
| 第95話  | アニキのバースデー                 | 11/5     |
| 第96話  | すごいぞオッペケぺー               | 11/12    |
| 第97話  | パパのわすれもの                   | 11/19    |
| 第98話  | 自分のことは自分で                 | 11/26    |
| 第99話  | 宝さがしだっちょパス！             | 12/3     |
| 第100話 | ゆきおとこ カゼをひく              | 12/10    |
| 第101話 | ウッチョパスなんて大キライ！       | 12/17    |
| 第102話 | なきむしおーちゃん                 | 12/24    |
| 第103話 | クイズ王になるでゴンス             | 2020/1/7 |
| 第104話 | ロックでバリバリだっちょパス       | 1/14     |
| 第105話 | ママはダンスの天才！？             | 1/21     |
| 第106話 | 友だちのオモチャこわしちゃった！   | 1/28     |
| 第107話 | 大きくなったら                     | 2/4      |
| 第108話 | パパとピクニック                   | 2/11     |
| 第109話 | アンちゃんが家を出る！？           | 2/18     |
| 第110話 | ウッチョパス調査隊！               | 2/25     |
| 第111話 | みんなでおひるね                   | 3/3      |
| 第112話 | おすしで地球滅亡…！？              | 3/10     |
| 第113話 | ごちそう作るっちょパス！           | 3/17     |
| 第114話 | ＵＭＡとＵＦＯ                     | 3/24     |
| 第115話 | うちにウッチョパス！？             | 3/31     |
| 第116話 | ママとウッチョパス                 | 4/7      |
| 第117話 | かんたろうとアンちゃん大げんか     | 4/14     |
| 第118話 | パパとウッチョパス                 | 4/21     |
| 第119話 | ウッ！ マーボ！                    | 4/28     |
| 第120話 | となりんちとウッチョパス           | 5/5      |
| 第121話 | おおどろぼうがやってきた           | 5/12     |
| 第122話 | 夜のトイレがこわい                 | 5/19     |
| 第123話 | ママどうしたの                     | 5/26     |
| 第124話 | さらばアンパン＆牛乳っちょパス刑事 | 6/2      |
| 第125話 | 空をとびたい                       | 6/9      |
| 第126話 | いもうとがほしいでちゅ             | 6/16     |
| 第127話 | うちのオッペケぺー                 | 6/23     |
| 第128話 | ホームランを打ちたい               | 6/30     |
| 第129話 | 大ピンチだっちょパス！             | 7/7      |
| 第130話 | きえたおじちゃん                   | 7/14     |
| 第131話 | ゆきおとこ あらわる                | 7/21     |
| 第132話 | 大バトル！ スーパー三兄弟          | 7/28     |
| 第133話 | アニキのバースデー                 | 8/4      |
| 第134話 | すごいぞオッペケぺー               | 8/11     |
| 第135話 | パパのわすれもの                   | 8/18     |
| 第136話 | 自分のことは自分で                 | 8/25     |
| 第137話 | 宝さがしだっちょパス！             | 9/1      |
| 第138話 | ゆきおとこ カゼをひく              | 9/8      |
| 第139話 | ウッチョパスなんて大キライ！       | 9/15     |
| 第140話 | なきむしおーちゃん                 | 9/22     |
| 第141話 | クイズ王になるでゴンス             | 9/29     |
| 第142話 | ロックでバリバリだっちょパス       | 10/6     |
| 第143話 | ママはダンスの天才！？             | 10/13    |
| 第144話 | 友だちのオモチャこわしちゃった！   | 10/20    |
| 第145話 | 大きくなったら                     | 10/27    |
| 第146話 | パパとピクニック                   | 11/3     |
| 第147話 | アンちゃんが家を出る！？           | 11/10    |
| 第148話 | ウッチョパス調査隊！               | 11/17    |
| 第149話 | みんなでおひるね                   | 11/24    |
| 第150話 | おすしで地球滅亡…！？              | 12/1     |
| 第151話 | ごちそう作るっちょパス！           | 12/8     |
| 第152話 | ＵＭＡとＵＦＯ                     | 12/15    |
| 第153話 | ママどうしたの                     | 12/22    |
| 第154話 | ウッ！ マーボ！                    | 12/29    |
| 第155話 | ホームランを打ちたい               | 2021/1/5 |
| 第156話 | 大ピンチだっちょパス！             | 1/12     |
| 第157話 | きえたおじちゃん                   | 1/19     |
| 第158話 | すごいぞオッペケぺー               | 1/26     |
| 第159話 | パパのわすれもの                   | 2/2      |
| 第160話 | 宝さがしだっちょパス！             | 2/9      |
| 第161話 | ゆきおとこ カゼをひく              | 2/16     |
| 第162話 | ウッチョパスなんて大キライ！       | 2/23     |
| 第163話 | クイズ王になるでゴンス             | 3/2      |
| 第164話 | ロックでバリバリだっちょパス       | 3/9      |
| 第165話 | ママはダンスの天才！？             | 3/16     |
| 第166話 | 大きくなったら                     | 3/23     |

### 放送局
| 放送地域 | 放送局    | 放送期間      | 放送日時           | 備考             |
| -------- | --------- | ------------- | ------------------ | ---------------- |
| 日本全域 | NHK Eテレ | 2018年1月9日- | 火曜 17:20 - 17:25 | 『ミニアニメ』枠 |

### DVD
| 1 | 2018年11月15日 | 第1話 - 第10話  | GADS-1843 |
| 2 | 2018年11月15日 | 第11話 - 第19話 | GADS-1844 |
| 3 | 2018年12月4日  | 第20話 - 第28話 | GADS-1845 |
| 4 | 2018年12月4日  | 第29話 - 第38話 | GADS-1846 |